# Biofísica de membranas
La estructura básica de las membranas biológicas consta de una bicapa lipídica, formada por fosfolípidos, que actúa como un soporte en el cual se insertan numerosas moléculas como canales ionicos, receptores químicos, transportadores, bombas iónicas, enzimas que generan segundos mensajeros, proteínas de reconocimiento y de conexión con otras células, o proteínas que sirven de soporte a elementos del citoesqueleto. Está construida de diferentes elementos, proteínas, fosfolípidos y esteroides. Los fosfolípidos: fosfatidilcolina, fosfatidiletalonamina, fosfatidilserina y la esfingomielina constituyen más del 50 % de los fosfolípidos de la mayoría de las biomembranas. Los esteroides, como el colesterol, tienen un papel importante en la regulación de las propiedades físico-químicas de las membranas biológicas regulando su resistencia y fluidez. La cantidad relativa de estos componentes y también los tipos de lípidos varía de membrana a membrana.
Las membranas biológicas desempeñan un papel fundamental en la estructura y en la función de todas las células, tanto procariotas como eucariotas. La membrana plasmática participa en una infinidad de procesos celulares (reconocimiento, señalización...). Además envuelve y delimita la célula, creando así una barrera de permeabilidad selectiva para la mayoría de los solutos. Esta permeabilidad permite a la célula un intercambio de materia, energía e información con el medio extracelular. Además, en organismos eucariotas, los diferentes compartimentos celulares como son el núcleo, mitocondrias, cloroplastos, retículo plasmático y aparato de Golgi entre otros están igualmente delimitados por una membrana.

## Modelos propuestos
Los primeros trabajos que se hicieron para conocer las características de la membrana se remontan al año 1895 [Overton, 1895] por Ernest Overton. Éste observó que había una difusión de sustancias no polares a través de la  membrana celular y por eso postularon que la célula estaba envuelta por una estructura lipídica. Ya en 1925, Gorter y Grendel [Gorter, 1925] observaron que el área ocupada en una superficie de agua por los lípidos extraídos de eritrocitos era el doble del área calculada para la superficie celular, por lo que dedujeron que la membrana está formada por una bicapa lipídica. Diez años más tarde James Danielli y Hugh Davson [Danielli y Davson, 1935] propusieron el modelo de “sándwich” donde describían a la membrana como una bicapa lipídica rodeada por sendas monocapas de proteínas globulares.
El modelo actual que describe la organización estructural de la membrana plasmática fue propuesto en 1972 por los científicos Jonathan Singer y Garth Nicolson (Singer y Nicolson, 1972). Este modelo describe la membrana plasmática como un mosaico fluido que contiene diversas proteínas insertadas en una matriz de fosfolípidos. Los fosfolípidos en la membrana forman una bicapa lipídica con las cabezas polares dirigidas hacia el exterior y las colas hidrofóbicas hacia el interior de la bicapa. Tiene un grosor aproximado de 75 Å, por ello no es posible visualizarla al microscopio óptico pero sí con el microscopio electrónico, a través del cual la membrana plasmática se muestra, cuando se utilizan técnicas de tinción positiva, como una estructura formada por dos líneas oscuras laterales y una central más clara.

## Propiedades de la membrana
La membrana plasmática es un mosaico de diferentes tipos de proteínas (generalmente glicoproteínas) insertadas en una bicapa de fosfolípidos. El conjunto se mueve en el plano de la membrana como si fuera un fluido, de ahí el nombre que recibe este modelo de estructura: mosaico fluido. Así pues, todas las membranas biológicas son entidades dinámicas, es decir, estructuras fluidas, pues la mayoría de sus lípidos y proteínas son capaces de moverse en el plano de la membrana, además de sufrir un continuo recambio de componentes. Así, existen cuatro tipos de movimientos de lípidos a través de la bicapa: difusión lateral, rotación sobre el eje mayor, flexión y flip-flop. 
La membrana plasmática es una estructura asimétrica formada por dos monocapas lipídicas. La monocapa externa que está orientada hacia el medio extracelular y la monocapa interna, orientada hacia el citosol, tienen distinta composición, distribución de fosfolípidos y colesterol y la organización de las proteínas asociadas a la membrana también puede variar. La cara externa de la membrana plasmática está compuesta principalmente de fosfatidilcolina y esfingomielina, mientras que la fosfatidietalonamina, fosfatidilserina y fosfatidilinositol son los fosfolípidos predominantes de la cara interna o citosólica. Los oligosacáridos unidos a lípidos (glicolípidos) y a las proteínas integrales de membrana (glicoproteínas) se orientan siempre hacia el exterior celular.

## Modificaciones
En los últimos años se han propuesto unas modificaciones al modelo de Singer y Nicolson [Singer y Nicolson, 1972]. 
- (i) La densidad proteica de la membrana parece que es mayor de la que Singer y Nicolson propusieron.
- (ii) La distribución de los lípidos y proteínas de la membrana no es homogénea, sino que existen interacciones lípido-lípido, lípido-proteína y proteína-proteína que favorecen ciertas interacciones y además favorecen la formación de dominios proteolípidicos.
- (iii) La membrana no es tan fluida como se pensaba sino que la difusión lateral de proteínas y lípidos está restringida por los dominios y por interacciones con el citoesqueleto.
- (iv) Existen proteínas que atraviesan la membrana y cuya zona hidrofóbica es mayor que la bicapa de fosfolípidos. El modelo actual plantea que no son las proteínas las que se adaptan al grosor de la membrana sino que son los lípidos los que principalmente se adaptan al grosor que imponen las proteínas

## Proteínas de membrana
La cantidad relativa de los componentes varía de membrana a membrana. Las membranas tienen entre un 20-80 % (p/p) de proteína, que es el componente que desempeña la mayoría de las funciones activas de la membrana. 
En el artículo de Singer y Nicolson sobre el modelo de mosaico fluido se hizo una clasificación de proteínas de membrana que perdura hasta la actualidad y que se basa en la facilidad con la que se disocian las proteínas de la bicapa lipídica. Existen dos grupos: las periféricas y las integrales. Las periféricas son proteínas que están débilmente ancladas a la membrana y que se disocian de la misma con tratamientos suaves como es la adición de algún agente quelante o el incremento de la fuerza iónica del medio. Las proteínas integrales requieren tratamientos más drásticos, como el uso de detergentes, sales biliares o disolventes orgánicos. 
También existe otra clasificación de proteínas de membrana teniendo en cuenta la manera en que están unidas a ella:
1. Proteínas transmembranales, son aquellas que atraviesan completamente la bicapa. Pueden poseer un solo segmento transmembrana como en el caso de la glicoforina, o varios como el centro de reacción fotosintético bacteriano [White y Wimley, 1999].
2. Proteínas que se unen a la membrana mediante un anclaje. Existen proteínas que poseen ácidos grasos (ácido mirístico, ácido palmítico) o fosfolípidos (glicosilfosfatidilinositol) unidos covalentemente y a través de los cuales se anclan a la membrana. Ejemplos de este tipo son la esfingomielinasa neutra de tipo 2 (nSMasa2) [Tani y Hannun, 2007] y la escramblasa [Zhao y cols., 1998], ambas con residuos de cisteína palmitilados. También existen otras proteínas que se unen a la membrana por medio de un segmento de aminoácidos apolares, como la proteína TrwB de Escherichia coli [Hormaeche y cols., 2004].
3. Proteínas que interaccionan con la superficie de la bicapa. Esta interacción puede ser electrostática, como la proteína básica de la mielina [Cajal y cols., 1997] o hidrofóbica como las esfingomielinasas bacterianas [Ago y cols., 2006] y la α-hemolisina de E. coli [Sanchez-Magraner y cols., 2006].
4. Proteínas que interaccionan con otras proteínas unidas a la membrana, como ocurre con la porción F1 de la ATP sintasa que se une a la porción transmembranal F0 [Weber, 2006] o la proteína del citoesqueleto espectrina que se ancla a la monocapa interna por medio de la unión a otras proteínas de la membrana eritrocitaria [Goodman y cols., 1988].
5. Proteínas que se unen transitoriamente a la membrana, por lo general son proteínas solubles y en condiciones específicas se insertan y/o se translocan a la membrana. El contacto con la membrana puede ser irreversible como la toxina bacteriana aerolisina [Parker y Feil, 2005] o reversible como la kinasa activada por la ceramida [Yan y cols., 2001]. Por otro lado, teniendo en cuenta el tipo de interacción puede ser débil, como la TrwD [Jaken y Parker, 2000], o fuerte con modificaciones covalentes en los lípidos como las fosfolipasas [Davies y cols., 2001], o fuerte pero sin modificaciones covalentes, como es el caso de la toxina RTX [Wang y cols., 2000].

## Lípidos

### Características generales
Los lípidos son un conjunto de moléculas orgánicas compuestas principalmente por carbono e hidrógeno y en menor medida oxígeno, aunque también pueden contener fósforo, azufre y nitrógeno. Tienen como característica principal el ser insolubles en agua y solubles en disolventes orgánicos como la bencina, el alcohol, el benceno y el cloroformo           .
Los lípidos son biomoléculas muy diversas; unos están formados por cadenas alifáticas saturadas o insaturadas, en general lineales, pero algunos tienen anillos, los aromáticos. Algunos son flexibles, mientras que otros son rígidos o semiflexibles hasta alcanzar casi una total flexibilidad molecular; algunos comparten carbonos libres y otros forman puentes de hidrógeno.
La mayoría de los lípidos tiene algún tipo de carácter polar, además de poseer una gran parte apolar o hidrofóbico. De una molécula que posee una región hidrófoba y otra hidrófila se dice que tiene carácter anfipático. La región hidrófoba de los lípidos es la que presenta solo átomos de carbono unidos a átomos de hidrógeno, como la larga "cola" alifática de los ácidos grasos o los anillos de esterano del colesterol; la región hidrófila es la que posee grupos polares o con cargas eléctricas, como el hidroxilo (–OH) del colesterol, el carboxilo (–COO–) de los ácidos grasos, el fosfato (–PO4–) de los fosfolípidos, etc.

### Clasificación de los lípidos de membrana
Los principales lípidos que forman parte de las membranas biológicas son: los glicerofosfolípidos, los glicoglicerolípidos, los esfingolípidos y los esteroles.
1. Los glicerofosfolípidos o fosfoglicerolípidos (GPLs). Están formados por una molécula de glicerol-3-fosfato con dos ácidos grasos esterificados en el carbono C1 y C2. El grupo fosforil contiene un grupo X polar que es generalmente un derivado de un alcohol y que da lugar a los diferentes tipos de glicerofosfolípidos (X= agua: ácido fosfatídico; X= etanolamina: fosfatidiletanolamina; X= colina: fosfatidilcolina (lecitina); X= serina: fosfatidilserina; X= myo-inositol: fosfatidilinositol; X= glicerol: fosfatidilglicerol y X= fosfatidilglicerol: difosfatidilglicerol (cardiolipina)). Los GPL son componentes muy importantes de la membrana plasmática. En la membrana se orientan de tal forma que el grupo polar queda hacia fuera de la membrana y el grupo apolar hacia el interior. Atendiendo a la longitud y al número de insaturaciones de las cadenas acílicas se pueden formar diferentes tipos de moléculas con propiedades biofísicas determinadas.
2. Los glicoglicerolípidos. Son lípidos compuestos por glicerol, ácidos grasos y un azúcar. En ellos, el glicerol está esterificado en los C1 y C2 a ácidos grasos (el ácido linolénico es uno de los más abundantes). El grupo OH del C3 del glicerol está esterificado con un grupo OH de un azúcar. Uno de los más abundantes es el β-galactosildiacilglicerol, que está presente en las membranas de los cloroplastos.
3. Los esfingolípidos. Están compuestos por un alcohol nitrogenado llamado esfingosina. La esfingosina aparece normalmente N-sustituida, formando un enlace amida con un ácido graso que generalmente está insaturado. Esta N-acil esfingosina recibe el nombre de ceramida. La esfingosina tiene una gran analogía estructural con un monoacilglicerol, ya que posee una cadena larga hidrofóbica de 15 carbonos unida a un extremo polar con tres carbonos, con dos funciones hidroxilo y una función amina. La ceramida, asimismo, es análoga del diacilglicerol, con dos cadenas largas hidrofóbicas y un residuo polar tricarbonado, que recuerda al glicerol. Los lípidos que contienen ceramidas se clasifican en dos grupos: los  glicoesfingolípidos y los fosfoesfingolípidos. 
  1. En los glicoesfingolípidos la ceramida está unida mediante un enlace β-glicosídico a un monosacárido o a un oligosacárido.
  2. En los fosfoesfingolípidos, la ceramida se une a un ácido fosfórico, que a su vez se une mediante enlaces ester a alcoholes nitrogenados (colina, etanolamina, etc.). Los más abundantes son los análogos estructurales de la fosfatidilcolina y de la fosfatidiletanolamina, que se llaman ceramidofosforilcolina (esfingomielina) y ceramidofosforiletanolamina. En las levaduras abunda la ceramidofosforilinositol.
4. Los esteroles. Son compuestos derivados del ciclopentanoperhidrofenantreno (o esterano), un sistema de cuatro ciclos que se forma a partir del hidrocarburo escualeno. Los distintos esteroides se distinguen por el grado de saturación del esterano, la existencia de cadenas laterales diversas y la existencia de grupos funcionales sustituyentes (hidroxilo, oxo o carbonilo). Se distinguen varios grupos de esteroides: los esteroles, los ácidos y sales biliares y las hormonas esteroideas. Los esteroles se presentan habitualmente en la membrana plasmática de todos los seres vivos (excepto las eubacterias), donde su función es la de regular la fluidez de la bicapa lipídica.

El colesterol está ampliamente distribuido entre los animales y es un componente habitual de la membrana plasmática, donde contribuye a regular su fluidez.  El nombre proviene de la primera fuente de donde fue aislado en 1783: los cálculos biliares (del griego Chole-: bilis y -steros-: sólido, y la terminación –ol de alcohol). Con mucha frecuencia aparece esterificado a ácidos grasos, y es la forma en que normalmente se almacena y se transporta por la sangre. El colesterol es el precursor metabólico de otros esteroides como los calciferoles, las hormonas esteroideas y los ácidos biliares. Una vez sintetizado, el organismo animal es incapaz de romper el sistema de anillos, de modo que es excretado como tal. Por este motivo, al ser poco soluble, el colesterol tiende a precipitar en el endotelio de los vasos sanguíneos, dando lugar a la arterioesclerosis, una de las causas de mortalidad más frecuentes en los países desarrollados. 
La estructura molecular del colesterol incluye cuatro carbociclos como esqueleto, un grupo hidroxilo en el carbono tres, un enlace doble entre el carbono 5 y 6 y una cadena iso-octil en el carbono 17. Los anillos del colesterol están fusionados en configuración trans, lo cual hace que la molécula sea plana y rígida, menos la cadena iso-octil que es flexible [Yeagle, 1985]. El grupo hidroxilo es la parte polar del colesterol y la que le da carácter anfipático a la molécula. 
Una de las funciones más importantes del colesterol es su habilidad para modular las propiedades fisicoquímicas de las membranas celulares [Chen y Rand, 1997; Hung y cols., 2007; Wang y cols., 2007]. Además se sabe que juega un papel muy importante en la organización lateral de la membrana. Así, en mezclas con fosfatidilcolinas saturadas y esfingomielina forma la denominada fase líquida ordenada (Lo), mientras que cuando se une con fosfatidilcolinas insaturadas se forma la fase líquida desordenada (Ld) [de Almeida y cols., 2003; van Duyl y cols., 2003; Crane y Tamm, 2004; Veatch y cols., 2004]. Además se conoce que se mezcla mejor con lípidos saturados o con aquellos que tienen pocas insaturaciones [Armstrong y cols., 2003; Stillwell y Wassall, 2003; Wassall y cols., 2004; Stillwell y cols., 2005; Wassall y Stillwell, 2008]. La paradoja del colesterol consiste en que tiene la capacidad de formar dominios ordenados, con baja curvatura (de tipo “raft”) y al mismo tiempo es capaz de llevar a cabo numerosos procesos de fusión que requieren, por el contrario, máxima flexibilidad e intermediarios estructurales no lamelares [Nieva y cols., 1995; Siegel y Kozlov, 2004; Tenchov y cols., 2006].